# بالابری کوهساری

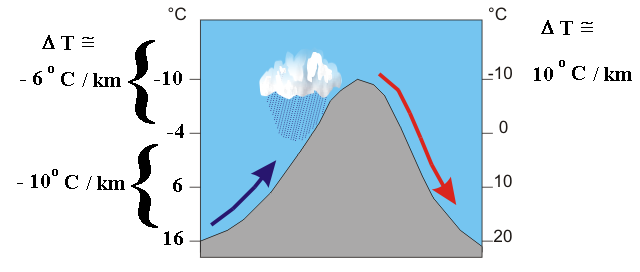
بالابری کوهساری (پیکان آبی‌رنگ).

به پدیده صعود هوا بر اثر ناهمواری‌های زمین بالابری کوهساری یا صعود اوروگرافیک (orographic lifting) می‌گویند. هنگامی که هوا به مانعی برخورد می‌کند در نزدیکی سطح زمین و سطوح فوقانی وادار به صعود می‌شود.
اغلب بسته‌هوایی که در سطح زمین حرکت می‌کند تحت تاثیر نیروی محرکه خود به بالای تپه‌ها و کوه‌ها صعود می‌کند. در اثر حرکت سریع هوا بر روی پستی و بلندی‌های زمین مانند رشته‌کوه‌ها تلاطم‌هایی تا ارتفاع بین ۱۰۰۰۰ تا ۱۴۰۰۰۰ پا تولید می‌شود.
هر ابری در کوهستان که از بالابری کوهساری هوای مرطوب حاصل می‌شود اَبر کوهساری نامیده می‌شود.